# Newmarket—Aurora (circonscription provinciale)
Circonscription électorale provinciale du Canada
Newmarket—Aurora est une circonscription provinciale de l'Ontario représentée à l'Assemblée législative de l'Ontario depuis 2007.

## Géographie
La circonscription comprend:
- La ville de Newmarket
- Une partie de la ville d'Aurora
- Une partie de la ville d'East Gwillimbury

## Historique
| Législature                                                                | Années        | Député                | Député            | Parti                     |
| -------------------------------------------------------------------------- | ------------- | --------------------- | ----------------- | ------------------------- |
| Newmarket—Aurora Circonscription issue de York-Nord et Vaughan–King–Aurora |               |                       |                   |                           |
| 39e                                                                        | 2007–2011     |                       | Frank Klees       | Progressiste-conservateur |
| 40e                                                                        | 2011–2014     |                       | Frank Klees       | Progressiste-conservateur |
| 41e                                                                        | 2014–2018     |                       | Chris Ballard     | Libéral                   |
| 42e                                                                        | 2018–2022     |                       | Christine Elliott | Progressiste-conservateur |
| 43e                                                                        | 2022–2025     | Dawn Gallagher Murphy |                   | Progressiste-conservateur |
| 44e                                                                        | 2025–en cours | Dawn Gallagher Murphy |                   | Progressiste-conservateur |

## Circonscription fédérale
Depuis les élections provinciales ontariennes du 4 octobre 2007, l'ensemble des circonscriptions provinciales et des circonscriptions fédérales sont identiques.